# Peltophryne florentinoi
Peltophryne florentinoi är en groddjursart som först beskrevs av Moreno och Rivalta 2007.  Peltophryne florentinoi ingår i släktet Peltophryne och familjen paddor. IUCN kategoriserar arten globalt som akut hotad. Inga underarter finns listade i Catalogue of Life.